# Csatószegi római katolikus templom
A csatószegi római katolikus templom Alcsík egyik legrégebbi temploma, Csíkszentsimon községhez tartozó Csatószegen található. Románia műemlékeinek hivatalos jegyzékében a HR-II-a-A-12775 sorszámon szerepel.

## A templom története
Csatószeg először az 1567. évi regestrumban szerepelt 25 kapuval. A 18. században és a 20. század elején is katolikus anyaegyház volt. A római katolikusok által lakott falu 1959-től külön egyházközség lett, addig hozzá tartozott a népesebb Csíkszentsimon is.
Csatószegnek kőfallal kerített, gótikus eredetű, a 18. század második felében barokk stílusban átalakított temploma van. A falunak Csíkszentsimon felé eső részét, ahol a középkori Szent Simon tiszteletére szentelt templom áll egykor Szentegyházfalvának, Templomaljának is nevezték.
A mai templomon a késő gótikus stílus jegyei láthatók, amelyek egy régebbi templom létezését feltételezik. Minden valószínűség szerint a pápai tizedjegyzék előtt  és annak ideje alatt az egykori templom már állott.
A templom 13. századi gótikus keresztelőkútját terméskőből faragták, amelyen román kori, gótikus és reneszánsz stílusjegyek láthatók.  Ugyancsak középkori emléke a 15. században épült főbejárati ajtókeretet,  valamint a 16. század második felében készült szárnyasoltár.
A templomhoz az 1400-as években egy kápolnát építettek, amelyet Kisboldogasszony tiszteletére szenteltek fel.
1660-1670 között épült a templom tornya, amelyet 1846-ban felújítottak.
A műemléktemplomot 1771-1778 között barokk stílusban átépítették, akkor tüntették el a gótikus ablakokat és a boltozatot. 1786-ban szentelték fel Szent Simon és Júdás apostolok tiszteletére.
Az 1973-ban végzett restaurálás alkalmával tárták fel a páratlan szépségű főbejárati ajtókeretet.

## A templom leírása
A barokk stílusban átalakított templomon a késő gótikus korszak stílusjegyei is láthatók. A templom szentélye eredeti gótikus építmény, apszisa poligon záródású, amelyen az egykori hálóboltozat bordáinak jelei és helyei fedezhetők fel. A déli bejárat és a sekrestye ajtókerete gótikus. Az épen megőrzött szentségtartó fülke  szintén gótikus stílusban készült és a templom egyik legszebb darabja.
A 13. századi keresztelőmedence három stílusjegyet őriz, a román kori kehely alatt gótikus gyűrűtag, román hajókötél díszítés és reneszánsz levéldísz látható.
A  gótikus elemeket viselő ajtókereten a régi székely hitvilág elemei is megjelennek.
A templom középkori emléke a jelenleg mellékoltárként elhelyezett 16. századból származó szárnyasoltár.  A kora barokk oltárba beépített Mária oltár alsó felén az Ave Regina Aleorum feliratot átfestették és a fülkébe egy barokk Szent József szobrot helyeztek.  A szárnyak képein az angyali üdvözlettől Jézus születéséig láthatók jelenetek, ugyanakkor 8 női szentet is ábrázol. A táblaképeket élénk színvilág és erős kontúrozás jellemzi, a  keretet reneszánsz levélsor díszíti.
A műemléktemplom többi részét 1771-ben barokkosan átalakították, a tornyot 1846-ban újjáépítették. 
A templomhoz épített kápolna legértékesebb darabja a Mária-szobor, amely minden valószínűség szerint a csíki faragóiskolában készült.
A papilak udvarán lévő indás sírkövön az 1707-es évszám olvasható és a nap, hold valamint  a  csillagok jelképei láthatók. A cinteremben egy  1800-as évek elején készült síremlék áll, amelyen szintén   indás motívumok ismerhetők fel.  
A falu temetője és egyik kőoszlopa Hargita megye műemlékeinek hivatalos jegyzékében műemlékként szerepel.

## Külső hivatkozások
- Gyulafehérvári Római katolikus Érsekség, Alcsíki Egyházkerület